# Gruberwarte
Die Gruberwarte ist eine Warte in der niederösterreichischen Gemeinde Weißenkirchen in der Wachau. Die Warte befindet sich auf 738 m Höhe knapp unter dem Gipfel der Buschandlwand, bietet einen Blick ins Mieslingbachtal sowie bis zur Donau bei Spitz und ist auf der ÖK 50 namentlich verzeichnet.
Im Jahr 1887 war an dieser Stelle erstmals ein Aussichtspunkt ausgestaltet worden; die Anlage verfiel jedoch nach dem Ersten Weltkrieg. 1998 wurde auf Initiative des Österreichischen Touristenklubs eine neue Aussichtsplattform errichtet, die zu Ehren des Wösendorfer Bruckner-Schülers Josef Gruber benannt wurde.

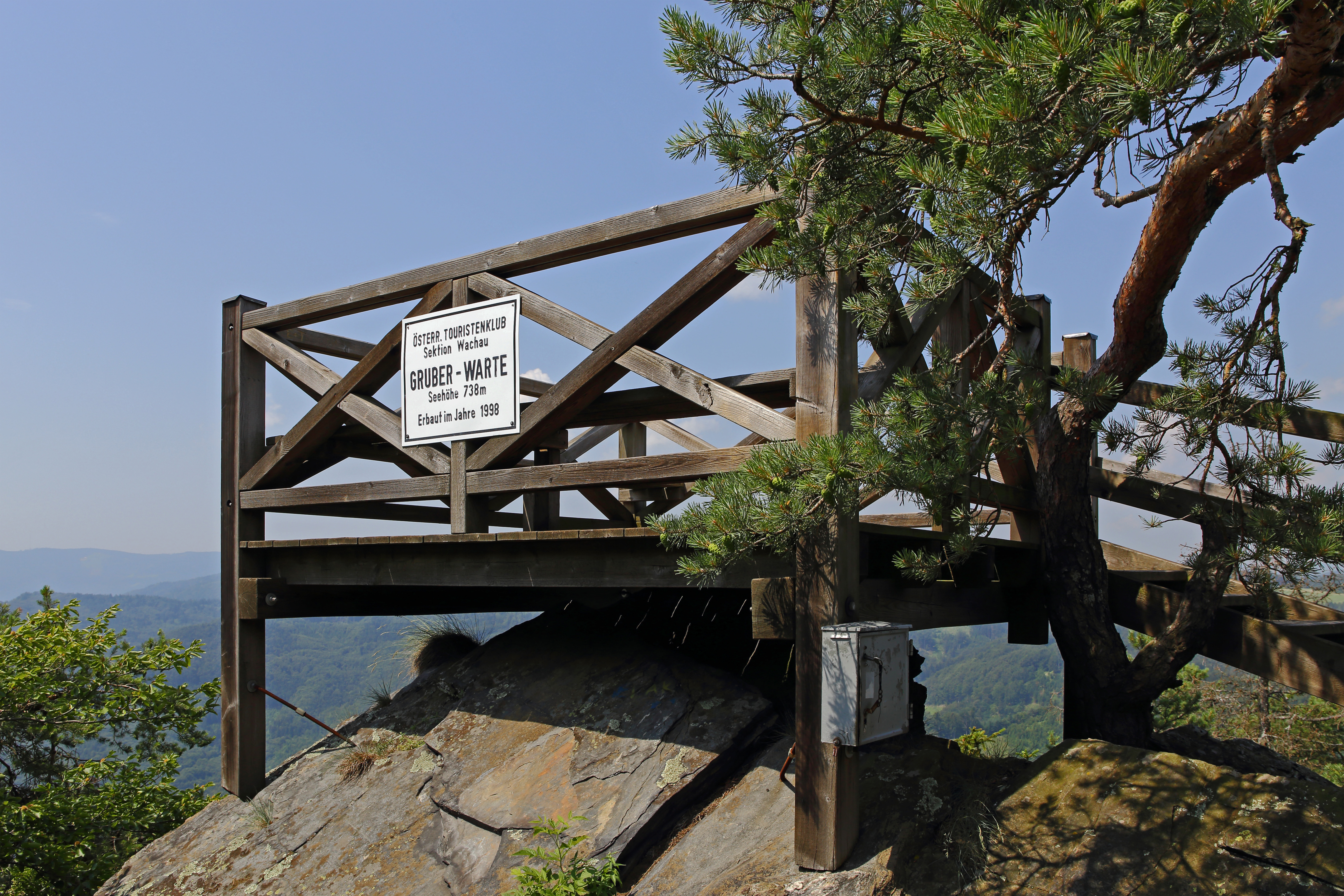
Die Gruberwarte
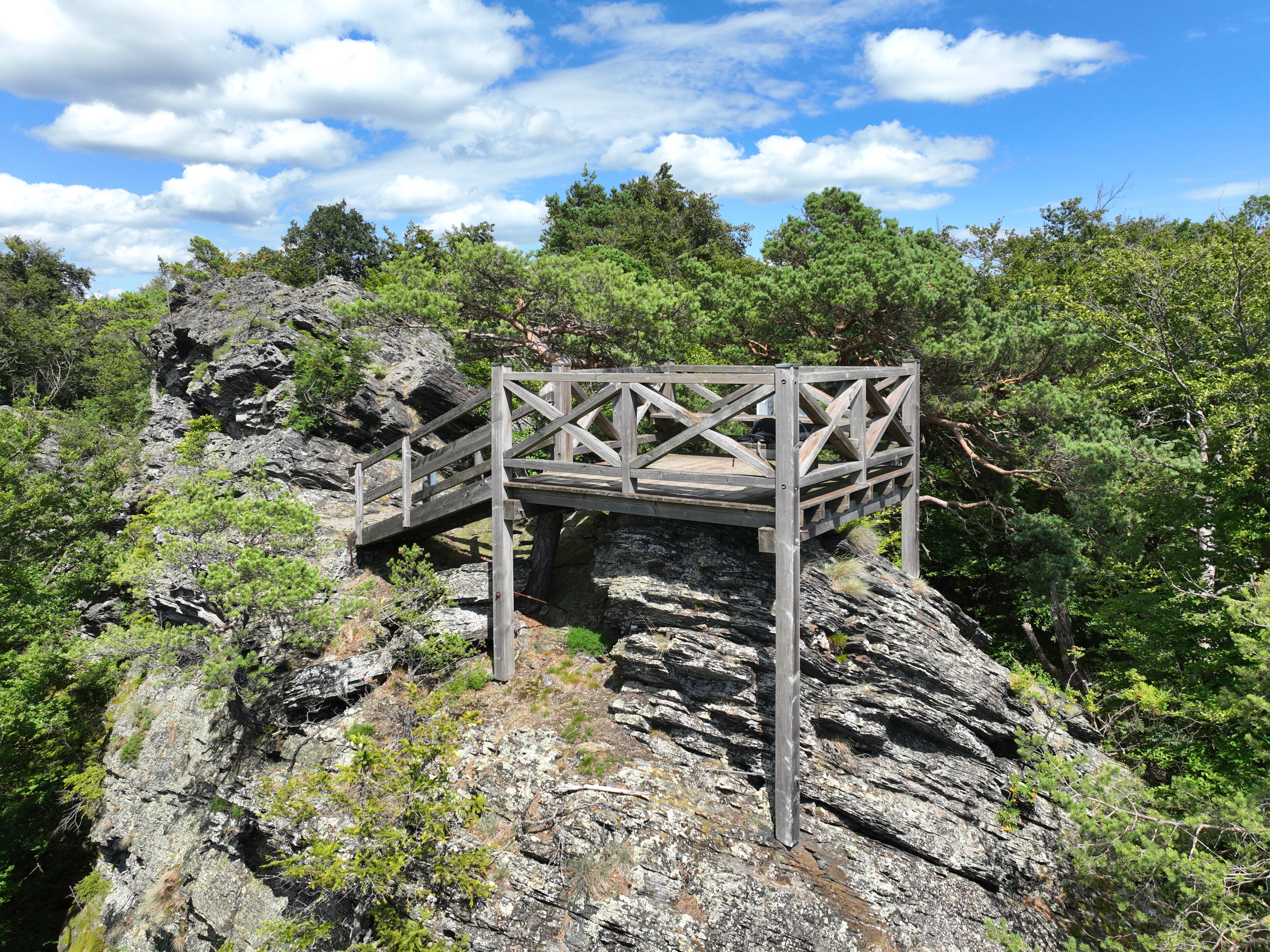
Westansicht der Aussichtsplattform